# Vallerona
Vallerona is een plaats (frazione) in de Italiaanse gemeente Roccalbegna.